# Tribunal Superior de Justicia de Galicia
El Tribunal Superior de Justicia de Galicia (TSJG) (en gallego: Tribunal Superior de Xustiza de Galicia) es el máximo órgano del poder judicial en la comunidad autónoma de Galicia (España). Tiene su sede en La Coruña.

## Historia
Su origen se sitúa en la Real Audiencia de Galicia, fundada a finales del siglo XV. El actual Tribunal Superior de Justicia de Galicia fue creado en 1985 a partir del artículo 26 de la Ley Orgánica del Poder Judicial, constituyéndose el 23 de mayo de 1989.

## Competencias
El Tribunal Superior de Justicia de Galicia es el órgano jurisdiccional en que culmina la organización judicial en la comunidad autónoma, sin perjuicio de la competencia reservada al Tribunal Supremo.
En los supuestos admitidos por el ordenamiento jurídico este tribunal resuelve recursos contra las sentencias de las audiencias provinciales, los juzgados de lo contencioso-administrativo y los juzgados de lo social. Juzga en única instancia determinadas demandas en procesos civiles, contencioso-administrativos y laborales, e instruye y juzga causas criminales contra autoridades aforadas. El recurso de casación fundado en la infracción de normas del derecho propio de Galicia es también competencia del Tribunal Superior de Justicia, mientras que en los demás casos está atribuido al Tribunal Supremo.

## Organización

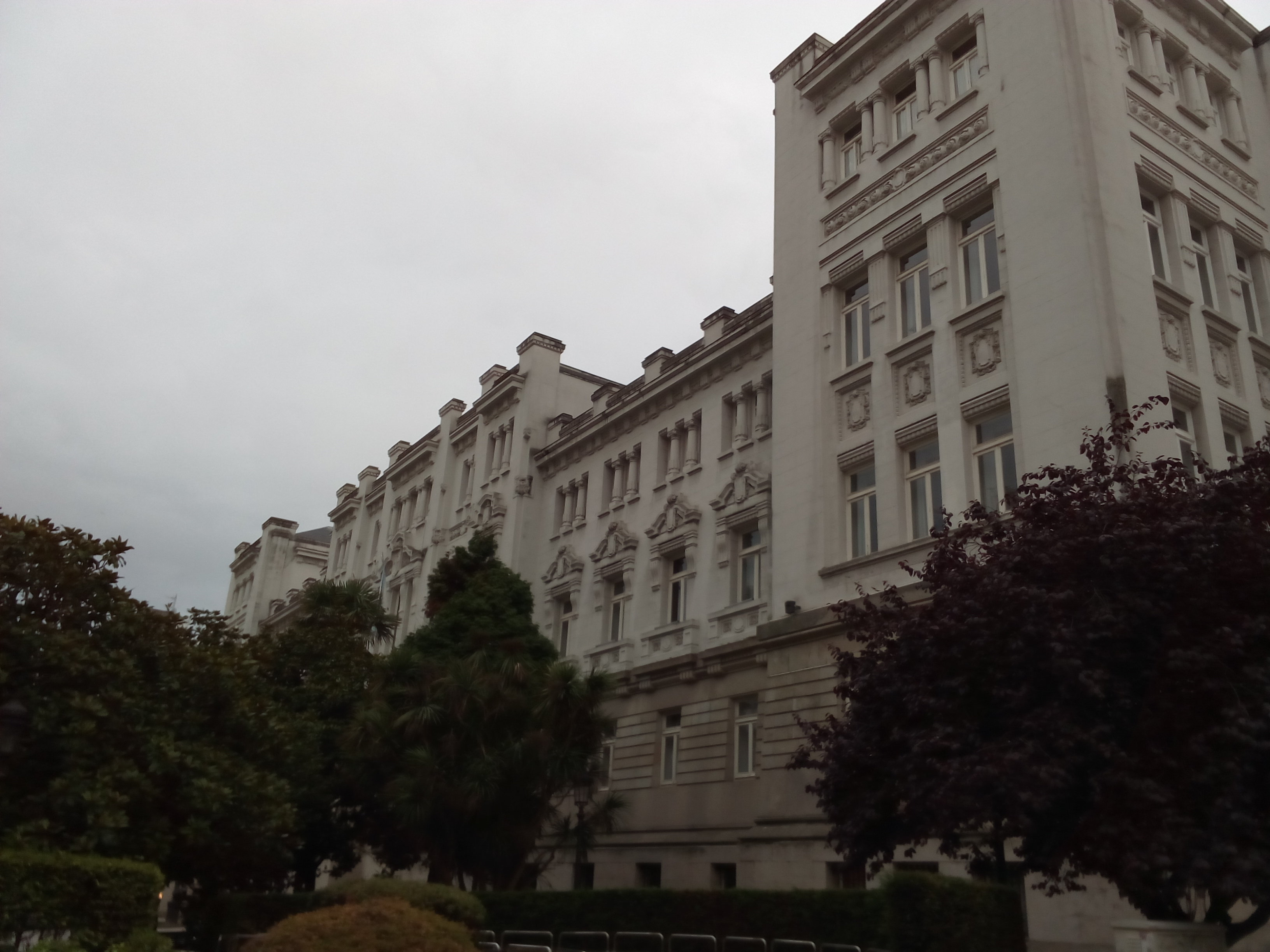
Vista del Palacio de Justicia de La Coruña, sede del Tribunal Superior de Justicia de Galicia

El alto tribunal gallego se divide en cuatro órganos:
- Sala de Gobierno
- Sala de lo Civil y Penal
- Sala de lo Contencioso-Administrativo
- Sala de lo Social

El TSJG ejerce jurisdicción a través de tres salas: Sala de lo Civil y Penal, Sala de lo Contencioso-Administrativo y Sala de lo Social. Además, su Sala de Gobierno desempeña funciones gubernativas sobre la judicatura que ejerce en Galicia.

## Sede
El TSJG tiene su sede en el Palacio de Justicia de La Coruña situado en el centro del ensanche de la ciudad de La Coruña, en la Plaza de Galicia.

## Presidencia
El presidente del Tribunal Superior de Justicia de Galicia, con categoría de magistrado del Tribunal Supremo, ejerce la representación del Poder Judicial en Galicia.
El actual presidente del Tribunal Superior de Justicia de Galicia es, desde 2019, José María Gómez y Díaz-Castroverde.
El Tribunal Superior de Justicia de Galicia ha tenido los siguientes presidentes a lo largo de su historia:
| Periodo            | Presidente                          |
| 1989 - 1990        | José Cora                           |
| 1990 - 1999        | José Ramón Vázquez Sandes           |
| 1999 - 2006        | Jesús Souto Prieto                  |
| 2006 - 2009        | Antonio González Nieto              |
| 2009 - 2019        | Miguel Ángel Cadenas Sobreira       |
| 2019 - 2025        | José María Gómez y Díaz-Castroverde |
| 2025 - actualmente | Ignacio Alfredo Picatoste Sueiras   |